# Rhyacophila sequoia
Rhyacophila sequoia is een schietmot uit de familie Rhyacophilidae. De soort komt voor in het Nearctisch gebied.